# Sissy Spacek
Mary Elizabeth "Sissy" Spacek (født 25. december 1949) er en amerikansk filmskuespiller, uddannet ved Actors Studio i New York.
Hun filmdebuterede i 1972 og spillede i begyndelsen roller som psykologisk komplicerede teenagere, bl.a. i den realistiske Badlands (1973) og gyserfilmen Carrie (1976). Hendes største præstationer har været hovedrollerne i Coal Miner's Daughter (1980, Oscar-pris), om countrysangeren Loretta Lynn, og i Costa-Gavras' Missing (Savnet, 1982). Hun har siden haft karakterroller i film som JFK (1991), Affliction (Den jagede, 1998) og The Straight Story (1999).

## Filmografi

### Film
| År   | Titel                          | Rolle                         | Noter       |
| ---- | ------------------------------ | ----------------------------- | ----------- |
| 1972 | Prime Cut                      | Poppy                         |             |
| 1973 | Badlands                       | Holly Sargis                  |             |
| 1974 | Ginger in the Morning          | Ginger                        | [ 1 ]       |
| 1974 | Phantom of the Paradise        | N/A                           | Set dresser |
| 1976 | Carrie                         | Carrie White                  |             |
| 1976 | Welcome to L.A.                | Linda Murray                  |             |
| 1977 | 3 Women                        | Pinky Rose                    |             |
| 1980 | Coal Miner's Daughter          | Loretta Lynn                  |             |
| 1980 | Heart Beat                     | Carolyn Cassady               |             |
| 1981 | Raggedy Man                    | Nita Longley                  |             |
| 1982 | Missing                        | Beth Horman                   |             |
| 1983 | The Man with Two Brains        | Anne Uumellmahaye (stemme)    | Ukrediteret |
| 1984 | The River                      | Mae Garvey                    |             |
| 1985 | Marie                          | Marie Ragghianti              |             |
| 1986 | Violets Are Blue               | Augusta "Gussie" Sawyer       |             |
| 1986 | 'night, Mother                 | Jessie Cates                  |             |
| 1986 | Crimes of the Heart            | Babe Magrath Botrelle         |             |
| 1990 | The Long Walk Home             | Miriam Thompson               |             |
| 1991 | Hard Promises                  | Christine Ann Coalter         |             |
| 1991 | JFK                            | Liz Garrison                  |             |
| 1994 | Trading Mom                    | Mrs. Martin and various roles |             |
| 1995 | The Grass Harp                 | Verena Talbo                  |             |
| 1997 | Affliction                     | Margie Fogg                   |             |
| 1999 | Blast from the Past            | Helen Thomas Webber           |             |
| 1999 | The Straight Story             | Rose "Rosie" Straight         |             |
| 2001 | In the Bedroom                 | Ruth Fowler                   |             |
| 2001 | Midwives                       | Sibyl Danforth                |             |
| 2002 | Tuck Everlasting               | Mae Tuck                      |             |
| 2004 | A Home at the End of the World | Alice Glover                  |             |
| 2005 | Nine Lives                     | Ruth                          |             |
| 2005 | The Ring Two                   | Evelyn Borden (née Osorio)    |             |
| 2005 | North Country                  | Alice Aimes                   |             |
| 2005 | An American Haunting           | Lucy Bell                     |             |
| 2007 | Gray Matters                   | Sydney                        |             |
| 2007 | Hot Rod                        | Marie Powell                  |             |
| 2007 | Pictures of Hollis Woods       | Josie Cahill                  |             |
| 2008 | Lake City                      | Maggie                        |             |
| 2008 | Four Christmases               | Paula                         |             |
| 2009 | Get Low                        | Mattie Darrow                 |             |
| 2011 | The Help                       | Mrs. Walters                  |             |
| 2012 | Deadfall                       | June Mills                    |             |
| 2016 | River of Gold                  | Narrator (voice)              | Documentary |
| 2018 | The Old Man & the Gun          | Jewel                         |             |
| 2022 | Sam & Kate                     | Tina                          |             |

### Tv
| År        | Titel                                         | Noter               | Noter                                 |
| --------- | --------------------------------------------- | ------------------- | ------------------------------------- |
| 1973      | Love, American Style                          | Teri                | Episode: "Love and the Older Lover"   |
| 1973      | The Girls of Huntington House                 | Sara                | Television film                       |
| 1973      | The Waltons                                   | Sarah Jane Simmonds | Episodes: "The Townie", "The Odyssey" |
| 1973      | The Rookies                                   | Barbara Tabnor      | Episode: "Sound of Silence"           |
| 1974      | The Migrants                                  | Wanda Trimpin       | Television film                       |
| 1975      | Katherine                                     | Katherine Alman     | Television film                       |
| 1978      | Verna: USO Girl                               | Verna Vane          | Television film                       |
| 1992      | A Private Matter                              | Sherri Finkbine     | Television film                       |
| 1992      | Shelley Duvall's Bedtime Stories              | Narrator            | Season 1 Episode 4                    |
| 1994      | A Place for Annie                             | Susan Lansing       | Television film                       |
| 1995      | The Good Old Boys                             | Spring Renfro       | Television film                       |
| 1995      | Streets of Laredo                             | Lorena Parker       | 3 episodes                            |
| 1996      | Beyond the Call                               | Pam O'Brien         | Television film                       |
| 1996      | If These Walls Could Talk                     | Barbara Barrows     | Television film; segment: "1974"      |
| 2000      | Songs in Ordinary Time                        | Marie Fermoyle      | Television film                       |
| 2002      | Last Call                                     | Zelda Fitzgerald    | Television film                       |
| 2009      | Appalachia: A History of Mountains and People | Fortæller (stemme)  | 4 episodes                            |
| 2010      | Gimme Shelter                                 | Adrienne Nourse     | Pilot                                 |
| 2010–2011 | Big Love                                      | Marilyn Densham     | 5 episodes                            |
| 2015–2017 | Bloodline                                     | Sally Rayburn       | 33 episodes                           |
| 2018      | Castle Rock                                   | Ruth Deaver         | 8 episodes                            |
| 2018      | Homecoming                                    | Ellen Bergman       | 6 episoder                            |
| 2022      | Night Sky                                     | Irene York          | 8 episoder                            |
| TBA       | Dying for Sex                                 | Gail                | Upcoming miniseries                   |

### Musikvideoer
| År   | Titel   | Kunstner        | Noter |
| ---- | ------- | --------------- | ----- |
| 2018 | Oh Baby | LCD Soundsystem |       |

## Diskografi

### Albums
| År   | Album               | US Country | Pladeselskab |
| ---- | ------------------- | ---------- | ------------ |
| 1983 | Hangin' Up My Heart | 17         | Atlantic     |

### Singler
| År   | Single                                | Højeste hitlitseplacering | Højeste hitlitseplacering | Højeste hitlitseplacering | Album                              |
| År   | Single                                | US Country                | US Bubbling               | CAN Country               | Album                              |
| ---- | ------------------------------------- | ------------------------- | ------------------------- | ------------------------- | ---------------------------------- |
| 1980 | "Coal Miner's Daughter"               | 24                        | —                         | 7                         | Coal Miner's Daughter (Soundtrack) |
| 1980 | "Back in Baby's Arms"                 | —                         | —                         | 71                        | Coal Miner's Daughter (Soundtrack) |
| 1983 | "Lonely but Only for You"             | 15                        | 10                        | 13                        | Hangin' Up My Heart                |
| 1984 | "If I Can Just Get Through the Night" | 57                        | —                         | 41                        | Hangin' Up My Heart                |
| 1984 | "If You Could Only See Me Now"        | 79                        | —                         | —                         | Hangin' Up My Heart                |